# Pălatca
Pălatca é uma comuna romena localizada no distrito de Cluj, na região histórica da Transilvânia. A comuna possui uma área de 48.36 km² e sua população era de 1265 habitantes segundo o censo de 2007.